# 致人彎貝介
致人彎貝介（学名：Loxoconcha chihjeni）为彎貝介科彎貝介屬下的一个种。